# Periergates rodriguezi
Periergates rodriguezi är en skalbaggsart som beskrevs av Lacordaire 1872. Periergates rodriguezi ingår i släktet Periergates och familjen långhorningar.
Artens utbredningsområde är Guatemala. Inga underarter finns listade i Catalogue of Life.